# Ocydromia hirsutipes
Ocydromia hirsutipes är en tvåvingeart som beskrevs av Becker 1914. Ocydromia hirsutipes ingår i släktet Ocydromia och familjen puckeldansflugor. Inga underarter finns listade i Catalogue of Life.